# لکارتوو
لکارتوو (به لاتین: Lekartów) یک روستا در لهستان است که در گمینا پیتروویتسه ویلکیه واقع شده‌است. لکارتوو ۲۸۰ نفر جمعیت دارد.